# Пущино-на-Наре
Не путать с усадьбой Арцыбашевых Пущино-на-Оке
Пущино-на-Наре — бывшая загородная усадьба князей Вяземских на берегу реки Нара в деревне Пущино под Серпуховом.
Усадебный дом в строгом стиле русского палладианства (классицизма) выстроен в 1790-х годах сенатором Сергеем Ивановичем Вяземским (1743—1813) и его женой Анной Федотовной, сестрой фельдмаршала М. Каменского. Автор проекта неизвестен, исследователи предполагают участие Н. А. Львова. При тех же владельцах организована суконная фабрика.
В состав усадьбы входят руинированный господский дом, флигели (два из четырёх уничтожены в постсоветское время), парадный двор с фонтаном, парк с липовыми аллеями. Особенности постройки — греческий портик под низким фронтоном, полукруглые трехчастные окна, итальянские арки в цокольной части.
В 1852 году Пущино переходит во владение Н. И. Новосельцевой, затем им владел фабрикант П. И. Рябов, которому также принадлежали старые «дворянские гнёзда» Середниково и Подмоклово. В советское время главное здание усадьбы использовалось как общежитие для работников пущинского отделения совхоза «Большевик».
Разрушение усадьбы началось в 1970-е гг., чему способствовали местные жители, которые растащили
памятник архитектуры на стройматериалы.В конце 1980-х усадьбу собирались восстановить и устроить там профилакторий для работников Бумажной фабрики, но руководство фабрики посчитало этот проект невыгодным в силу сильных разрушений и повреждений как самого основного здания, так и флигелей, находящихся рядом с ним.
По состоянию на 2012 год дворцово-парковый ансамбль находится на грани окончательного уничтожения. Окрестные земли заняты дачными коттеджами. В 2014 году к реставрации усадьбы Пущино-на-Наре приступила инвестиционная группа компаний ASG, арендовавшая бывшее имение Вяземских в рамках программы восстановления усадеб Правительства Московской области.
- Вид с юго-запада
- Вид с западной стороны
- Фронтон
- Фриз
- Декоративная маска